# NGC 7375
NGC 7375 é uma galáxia espiral (S0-a) localizada na direcção da constelação de Pegasus. Possui uma declinação de +21° 05' 03" e uma ascensão recta de 22 horas, 46 minutos e 32,0 segundos.
A galáxia NGC 7375 foi descoberta em 2 de Setembro de 1886 por Lewis A. Swift.